# José Libardo Garcés Monsalve

Wappen von José Libardo Garcés Monsalve als Bischof von Málaga-Soatá

José Libardo Garcés Monsalve (* 26. September 1967 in Aguadas, Departamento de Caldas) ist ein kolumbianischer Geistlicher und römisch-katholischer Bischof von Cúcuta.

## Leben
José Libardo Garcés Monsalve besuchte das Colegio Francisco Montoya. Anschließend studierte er Philosophie und Katholische Theologie am Priesterseminar in Manizales. Am 27. November 1993 empfing er durch den Erzbischof von Manizales, José de Jesús Pimiento Rodriguez, das Sakrament der Priesterweihe. Nach weiterführenden Studien erwarb Garcés Monsalve an der Universidad Santo Tomás in Bogotá ein Lizenziat im Fach Philosophie und an der Päpstlichen Universität Gregoriana in Rom ein Lizenziat im Fach Psychologie.
Garcés Monsalve war zunächst als Pfarrvikar der Pfarrei San José in Pácora sowie als Ökonom und Ausbilder am Priesterseminar Nuestra Señora del Rosario in Manizales tätig, bevor er später Pfarrer der Pfarrei Nuestra Señora de los Dolores in Manizales und Hochschulseelsorger wurde. Ab 2013 wirkte José Libardo Garcés Monsalve als Pfarrer der Kathedrale von Manizales und ab 2015 zudem als Diözesankanzler des Erzbistums Manizales.
Am 29. Juni 2016 ernannte ihn Papst Franziskus zum Bischof von Málaga-Soatá. Die Bischofsweihe spendete ihm der Kardinalpräfekt der Kongregation für die Bischöfe, Marc Ouellet PSS, am 1. September desselben Jahres in der Kathedrale von Manizales. Mitkonsekratoren waren der Apostolische Nuntius in Kolumbien, Erzbischof Ettore Balestrero, und der Erzbischof von Manizales, Gonzalo Restrepo Restrepo. Sein Wahlspruch Padre, me pongo en tus manos („Vater, ich lege mich in deine Hände“) stammt aus Ps 31,6 . Die Amtseinführung im Bistum Málaga-Soatá fand am 1. Oktober 2016 statt.
José Libardo Garcés Monsalve wurde am 30. Januar 2021 zudem Apostolischer Administrator von Cúcuta. Am 4. Oktober 2021 ernannte ihn Papst Franziskus zum Bischof von Cúcuta. Die Amtseinführung erfolgte am 20. November desselben Jahres.